# Conferenza di Sanremo

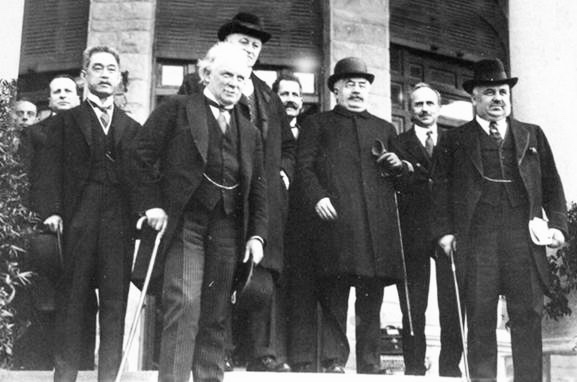
I delegati alla conferenza

La conferenza di Sanremo fu un incontro internazionale del Consiglio supremo di guerra alleato che si tenne al Castello Devachan nella località costiera italiana di Sanremo tra il 19 e il 26 aprile 1920.
Alla conferenza parteciparono i rappresentanti delle quattro nazioni vincitrici della prima guerra mondiale, il primo ministro britannico David Lloyd George, il presidente del Consiglio francese Alexandre Millerand, il presidente del Consiglio italiano Francesco Saverio Nitti e l'ambasciatore giapponese Keishirō Matsui.
Nella riunione si determinarono i mandati che queste nazioni avrebbero assunto nei confronti dei territori derivanti dalla spartizione dell'Impero ottomano nel Vicino Oriente.
I limiti precisi di tutti i territori non furono specificati, ma furono decisi solo quattro anni dopo, mentre le decisioni della conferenza furono enunciate con il successivo trattato di Sèvres (sezione VII, artt. 94-97).
La Turchia respinse inizialmente questo trattato, ma le decisioni della conferenza furono definitivamente confermate dal Consiglio della Società delle Nazioni il 24 luglio 1922, solo quando la Turchia accettò i termini del trattato di Losanna del 1923.
Un consiglio supremo, composto da rappresentanti britannici, francesi, italiani, greci, giapponesi e belgi, si riunì per discutere sulle questioni relative alla spartizione territoriale tra gli Alleati dei territori dell'ex Impero ottomano al termine della prima guerra mondiale.
Il 24 aprile 1920, il Consiglio Supremo pose la Palestina sotto la responsabilità (Mandato) del governo britannico.

## Premesse
Già dal 1915 con la corrispondenza Husayn-MacMahon e l'accordo segreto Sykes-Picot, britannici e francesi si accordarono per la spartizione e la divisione in zone di influenza dell'area vicino-orientale e anatolica derivata dalla caduta dell'Impero ottomano.
Durante le riunioni post-conflitto, tra il 1919 e 1920, i rispettivi ministri degli esteri di Londra e Parigi fecero leva appunto sui precedenti accordi per imporre la loro volontà in quella zona, nonostante i rifiuti del parlamento siriano che non fu disposto a riconoscere qualsiasi diritto vantato dai governi britannico o francese sul territorio siriano.
Il 30 settembre 1918 i sostenitori della Rivolta araba a Damasco, dichiararono fedeltà al figlio dello sharīf de La Mecca, dichiarato "re degli Arabi" da leader religiosi e da altre personalità importanti della Città Santa islamica.
Il 6 gennaio 1920 l'Emiro Faysal siglò un accordo con il Primo ministro francese Georges Clemenceau, in cui veniva riconosciuto "il diritto dei siriani di unirsi e governare se stessi come una nazione indipendente". Quindi l'8 marzo 1920 un congresso siriano riunito a Damasco, dichiarò lo Stato indipendente della Siria.
Il nuovo Stato incluse Siria, Palestina, Libano e le parti del nord della Mesopotamia, non valutate nel quadro dell'accordo Sykes-Picot per diventare uno Stato arabo indipendente. Re Faysal fu dichiarato il capo dello Stato, e allo stesso tempo il principe Zayd, fratello di Faysal, fu dichiarato reggente in Mesopotamia.
Fu quindi convocata frettolosamente la conferenza di Sanremo, dove Gran Bretagna e Francia, accettarono di riconoscere l'indipendenza provvisoria della Siria e della Mesopotamia, mentre "a malincuore", affermarono i loro mandati amministrativi in Palestina e nella Siria meridionale.
La Francia decise di governare direttamente la Siria, e si adoperò per far rispettare il suo mandato nei termini in cui era stato accettato dal Consiglio della Società delle Nazioni. I francesi lanciarono un ultimatum e intervennero militarmente nella battaglia di Maysalun nel giugno del 1920.
Il governo arabo in Siria venne rimosso, come pure Re Faysal, nel mese di agosto 1920. La Gran Bretagna da parte sua nominò un Alto commissario per stabilire il proprio "regime" in Palestina, senza prima ottenere l'approvazione dal Consiglio della Società delle Nazioni.
Le decisioni di Sanremo non fecero altro che confermare l'assegnazione dei Mandati già decisi durante la conferenza di Londra del febbraio 1920, in cui Francia e Gran Bretagna si spartirono i territori dell'ex-Impero ottomano e i possedimenti d'oltremare della Germania (come già deciso tra l'altro dalla parte IV, sezione I, del trattato di pace di Versailles).
In più, la risoluzione di Sanremo adottò la dichiarazione Balfour del 1917. Essa e l'articolo 22 della Convenzione della Società delle Nazioni furono i documenti di base su cui fu costruito e attuato il mandato britannico della Palestina. In definitiva la Gran Bretagna ricevette il Mandato per la Palestina e l'Iraq, mentre la Francia ottenne il controllo della Siria, compreso l'attuale Libano.
Il libro bianco del giugno 1922 chiarì che la dichiarazione Balfour, la quale assunse validità legale nel momento in cui venne inclusa dalla Società delle Nazioni nel mandato di Palestina, “non prevede che la Palestina nel suo complesso debba essere convertita in una patria nazionale ebraica, ma che tale casa dovrebbe essere fondata ‘in Palestina’". L’interpretazione contenuta nel Libro Bianco del 1922 – un’interpretazione espressa, come mai era accaduto nei precedenti cinque anni, in termini ufficiali – fu sottoposta al benestare della leadership sionista prima che il testo mandatario venisse confermato dalla Lega della Nazioni. Nelle parole di Chaim Weizmann: "Ci venne chiarito [It was made clear to us] che la conferma del Mandato [di Palestina] sarebbe stata subordinata alla nostra accettazione della linea di condotta così come interpretata dal Libro Bianco [del 1922], e io e i miei colleghi eravamo dunque tenuti ad accettarla, cosa che facemmo, sia pur non senza alcune esitazioni [my colleagues and I therefore had to accept it, which we did, though not without some qualms]".

## Sintesi della risoluzione
- Poiché le principali Potenze Alleate si sono accordate, al fine di dare effetto alle disposizioni dell'articolo 22 del Patto della Lega delle Nazioni, per affidare a un Mandatario, scelto dalle dette Potenze, l'amministrazione del territorio della Palestina che precedentemente appartenne all'Impero turco entro i confini che potranno essere da loro determinati.
- Poiché le principali Potenze Alleate si sono anche accordate che il Mandatario debba essere responsabile per dare effetto alla dichiarazione originalmente fatta il 2 novembre 1917 dal Governo di Sua Maestà Britannica e adottata dalle dette potenze, in favore della costituzione in Palestina di una nazione per il popolo ebreo, essendo chiaramente inteso che nulla dovrebbe essere fatto a pregiudizio dei diritti civili e religiosi delle comunità non-ebree esistenti in Palestina o dei diritti e status politico goduto dagli ebrei in qualsiasi altro paese.
- Poiché con ciò è stato dato riconoscimento alla connessione storica del popolo ebreo con la Palestina e alle basi per ricostituire la loro nazione in quel paese.
- Poiché le principali Potenze Alleate hanno scelto Sua Maestà Britannica come Mandatario per la Palestina.
- Poiché il Mandato nei confronti della Palestina è stato formulato nei termini seguenti ed è stato sottoposto al Consiglio della Lega per approvazione.
- Poiché Sua Maestà Britannica ha accettato il Mandato nei confronti della Palestina e ha cominciato ad esercitarlo per conto della Lega di Nazioni in conformità alle disposizioni seguenti.
- Poiché dall'Articolo 22 summenzionato (paragrafo 8), è previsto che il grado di autorità, controllo o amministrazione da esercitarsi dal Mandatario, non essendovi stato precedente accordo tra i Membri della Lega, sarà definito esplicitamente dal Consiglio della Lega di Nazioni.

Confermando detto Mandato, definisce i suoi termini come seguono:
[..]
Gli articoli del testo, regolano i poteri amministrativi, politici e legislativi oltre che la salvaguardia dei diritti civili e religiosi degli abitanti della Palestina senza distinzione di razza o religione.
Negli articoli venne deciso inoltre lo Stato mandatario si debba impegnare a controllare che il territorio non sia soggetto al altre decisioni di qualsiasi altra potenza straniera, di controllare i diritti giuridici, delle relazioni estere, mantenere l'ordine dei confini. Fino a che:
[..]
Articolo 28
Nell'eventualità del termine del Mandato, col presente conferito al Mandatario, il Consiglio della Lega delle Nazioni emanerà le disposizioni che potrà ritenere necessarie per salvaguardare per sempre, sotto garanzia della Lega, i diritti assicurati dagli Articoli 13 e 14, e userà la sua influenza per assicurare, sotto la garanzia della Lega, che il Governo della Palestina onori pienamente gli obblighi finanziari legittimamente sottoscritti dall'Amministrazione della Palestina durante il periodo del Mandato, inclusi i diritti dei dipendenti pubblici alle pensioni o gratifiche.
Redatto a Londra il ventiquattresimo giorno di Luglio, mille novecento e ventidue.